# Cephaloscyllium isabellum
Cephaloscyllium isabellum е вид пилозъба акула от семейство Scyliorhinidae. Видът не е застрашен от изчезване.

## Разпространение и местообитание
Разпространен е в Нова Зеландия.
Обитава крайбрежията и пясъчните и скалисти дъна на морета и рифове. Среща се на дълбочина от 5 до 673,5 m, при температура на водата от 7,1 до 17,9 °C и соленост 34,4 – 35,5 ‰.

## Описание
На дължина достигат до 1 m.
Популацията на вида е стабилна.